# Иванченко, Ирина Альбертовна
Ирина Альбертовна Иванченко (род. 17 апреля 1974 года в Киеве) — украинская поэтесса. Член Национального союза писателей Украины (2004).

## Биография
В 1997 году окончила факультет прикладной математики Киевского политехнического института. Училась в аспирантуре Института прикладного системного анализа НТУУ «Киевский политехнический институт». По образованию — системный аналитик.
С 2008 года — шеф-редактор профессионального журнала «Кадровик-01» и экспертно-правовой системы «Expertus Кадры». Аналитик законодательства. Автор нескольких тысяч статей по трудовому праву, кадровому делопроизводству, управлению персоналом, защите персональных данных, профессиональной классификации, занятости населения, социальному страхованию, военному учёту, гарантий военнослужащим. Автор пяти электронных книг по трудовому праву и кадровому делопроизводству. С 2006 года — прочитала более 600 авторских семинаров и вебинаров по трудовому праву, участие в которых приняли более 20 000 слушателей.
В 1995—1996 годах была президентом Киевского клуба поэтов.
Пишет на русском языке. Стихи и проза печатались в журналах, альманахах, антологиях Украины, Германии, Бельгии, США, Израиля, Австралии и других стран. Творчество Иванченко характеризуется афористичностью, звуковыми играми, образностью, острыми переживаниями современной городской жизни.
Лауреат литературной премии имени Н. Ушакова (2010), Всеукраинской литературной премии им. Леонида Череватенко, дипломант Международных литературных премий им. Юрия Долгорукого, Андрея и Арсения Тарковского (2011). Победитель Всемирного поэтического конкурса «Эмигрантская лира» 2013 (номинация «Неоставленная страна», Бельгия-Франция, 2013). Участник международного антивоенного поэтического проекта «NO WAR – ПОЭТЫ ПРОТИВ ВОЙНЫ» (2022)

## Работы
- «Возьми меня в ладони» (Киев, 1995),
- «Дворы и башни» (Киев, 1995),
- «Бес сомнений» (Киев, «Юг», 2010),
- «Соблазны Город постирать» (Киев, «Радуга», 2011)
- «Прощёное воскресенье» (Киев, 2014),
- «Река Снов» (Киев, «Український письменник», 2016, 108 с.).